# Bithian
Bithian fou un estat tributari protegit de l'Índia, del tipus jagir, feudatari de Jodhpur o Marwar, governat per una dinastia rajput rathor.
El jagir de Bithian junt amb el de Palri-Mawar, fou concedit a Rao Raja Narpat Singh el 1947. El poder sobirà es va acabar el 1949 i els drets dels jagirdars el 1972. Narpat va morir el 23 de juny de 1967 i el va succeir el seu fill Narendra Singh (mort el 1983). El seu fill Mahendra Singh va conservar el títol.